# Die Another Day (sång)
"Die Another Day" är den officiella låten till filmen Die Another Day om James Bond. Den spelades in av Madonna och släpptes på singel den 22 oktober 2002. Filmen hade premiär den 22 november 2002.

## Listplaceringar
| Lista (2002)                                       | Peak Position |
| -------------------------------------------------- | ------------- |
| Australiens ARIA Top 50 Singles                    | 5             |
| Österrikes topp 75 för singlar                     | 2             |
| Brasiliens topp 100 för singlar                    | 6             |
| Kanadas 50 för singlar                             | 1             |
| Kroatiens 50 för singlar                           | 1             |
| Nederländernas 40 för singlar                      | 4             |
| Finlands topp 20 för singlar                       | 4             |
| Frankrikes topp 100 för singlar                    | 15            |
| Tysklands topp 100 för singlar                     | 4             |
| Italiens topp 50 för singlar                       | 1             |
| Israels topp 40 för singlar                        | 1             |
| Lettlands spelningstopp                            | 1             |
| Nederländernas Mega Top 100 för singlar            | 5             |
| Nya Zeelands topp 50 för singlar                   | 22            |
| Rumäniens singellista                              | 1             |
| Sydafrikas singellista                             | 2             |
| Spaniens Los 40 Principales                        | 2             |
| Sveriges 60 för singlar                            | 4             |
| Schweiz topp 100 för singlar                       | 4             |
| Tokio Hot 100                                      | 9             |
| Storbritanniens topp 75 för singlar                | 3             |
| Förenade världslistan                              | 1             |
| USA:s ARC Weekly topp 40                           | 1             |
| USA:s Billboard Hot 100                            | 8             |
| USA:s Adult Top 40                                 | 23            |
| USA:s Billboard Hot Dance Music/Club Play          | 1             |
| USA:s Billboard Hot Dance Music/Maxi-Singles Sales | 1             |
| USA:s Billboard Rhythmic Top 40                    | 22            |
| USA:s Billboard Top 40 Mainstream                  | 4             |
| USA:s Billboard Top 40 Tracks                      | 8             |
| USA:s Billboard Hot Dance Singles Sales            | 1             |